# Little River-Academy, Texas
Little River-Academy là một thành phố thuộc quận Bell, tiểu bang Texas, Hoa Kỳ. Năm 2010, dân số của xã này là 1961 người.

## Dân số
- Dân số năm 2000: 1645 người.
- Dân số năm 2010: 1961 người.